# دانیله فورته
دانیله فورته (انگلیسی: Daniele Forte؛ زادهٔ ۷ سپتامبر ۱۹۹۰) بازیکن فوتبال اهل ایتالیا است.
از باشگاه‌هایی که در آن بازی کرده‌است می‌توان به باشگاه فوتبال فوجا و باشگاه فوتبال چزنا اشاره کرد.